# 안드레 오이여르
안드레 안토니위스 마리아 오이여르(네덜란드어: André Antonius Maria Ooijer, 1974년 7월 11일, 네덜란드 암스테르담 ~ )는 네덜란드 출신의 은퇴한 프로 축구 선수이다. 선수 시절 포지션은 수비수로써 오른쪽 풀백과 센터백의 위치에서 활약하였다.
2006년에 블랙번 로버스으로 이적해오기 전에 PSV 에인트호번에서 9시즌에 걸친 장기간 동안 활약하였으며 블랙번으로 이적하고나서도 팀의 주축 선수로 활약을 이어갔고, 2009년 PSV 에인트호번으로 이적하였다.